# Jeřáb popelavý
Jeřáb popelavý (Grus grus) je velký druh ptáka z čeledi jeřábovitých.

## Taxonomie
Rozlišují se 2 poddruhy: jeřáb popelavý evropský (Grus grus grus), obývající evropskou část areálu, a jeřáb popelavý sibiřský (Grus grus lilfordi), obývající asijskou část rozšíření.

## Popis

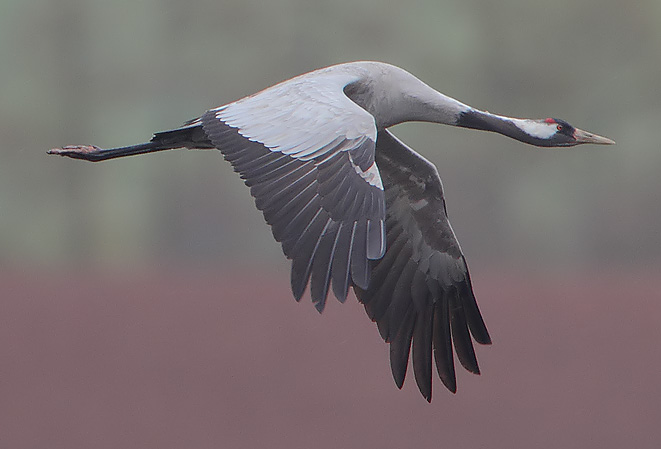
Dospělý jeřáb popelavý v letu

O něco větší než čáp bílý (délka těla 96–119 cm, rozpětí křídel 180–222 cm), s dlouhýma nohama a dlouhým štíhlým krkem. Abnormálně prodloužené ramenní letky tvoří načechraný „ocas“ (skutečný ocas je krátký a patrný hlavně v letu). Hmotnost se pohybuje v rozmezí 4–7 kg. Peří je převážně šedavě modrošedé, s šedočernými letkami a černobílou hlavou a krkem. Lysina v zadní části temene je červená. V létě má většina ptáků rezavohnědě zbarvený hřbet, který je po zbytek roku šedavý. Obě pohlaví jsou podobná, samci jsou pouze o něco větší. Mladí ptáci se liší světle rezavohnědým zbarvením hlavy a krku a méně objemnými ramenními letkami.
Létá v klínovitých formacích nebo v šikmých řadách, s nataženým krkem a nohama. Ozývá se nezaměnitelnými troubivými zvuky.

## Rozšíření
Má palearktický typ rozšíření, na východě pokrývající téměř celý pás severských lesů, včetně asijských stepí rozkládajících se na jihu. V Evropě byl areál druhu v důsledku lidské činnosti značně zredukován a v současné době je soustředěn hlavně do její střední a východní části. Od roku 1960 se však jeho hranice opět posunují k jihu, a jeřáb popelavý se jako hnízdič šíří do dalších zemí (Anglie, Francie, ČR). Tažný druh, zimuje ve Středomoří a v Malé Asii, kam odlétá převážně v průběhu října, na hnízdiště se vrací během února a března.

### Výskyt v Česku
Na území ČR se jeřáb popelavý objevoval až do 80. let 20. století pouze jako řídce protahující druh, od roku 1981 je vzhledem k výskytu v hnízdní době možné usuzovat na hnízdění. To však bylo poprvé prokázáno až v roce 1989 u Doks, a v následujících letech i na jiných lokalitách Českolipska: roku 1990 v Heřmaničkách, v roce 1997 opět v Doksech, roku 1999 ve Starých Splavech. Českolipsko je hlavní hnízdní oblastí i v současné době (od roku 1999 zde pravidelně hnízdí minimálně 6 párů), dalšími oblastmi jsou Děčínsko, Chebsko, Královéhradecko, Mladoboleslavsko, Strakonicko a Hodonínsko.
Celková početnost i počet obsazených lokalit dlouhodobě stoupá; v letech 1985–89 byla odhadnuta na 1–5 párů, v letech 1990–94 na 5–10 párů a v roce 2000 bylo potvrzeno hnízdění u 8 párů a u dalších 4 bylo považováno za možné. V období let 2001–2004 se početnost vyvíjela následovně: v roce 2001 14 párů (včetně pravděpodobných a možných hnízdění), v roce 2002 18 párů, v roce 2003 28 párů a v roce 2004 35 párů.

## Prostředí
K hnízdění vyhledává rašeliniště a rákosiny u jezer, rybníků a řek v lesnatých oblastech.

## Hnízdění
Na hnízdiště přilétá již v párech nebo hejnech o třech jedincích (dospělý pár a pravděpodobně jejich loňské mládě). Při toku hlasitě troubí a předvádí charakteristický tanec, tvořený úklony a výskoky do výšky. Hnízdo je kupa z rostlinného materiálu o průměru 75–130 cm, postavená na zemi v bažinatém terénu. Hnízdí 1× ročně, při zničení snůšky v počátku hnízdění klade snůšku náhradní. V dubnu až květnu snáší obvykle 2 světle béžová, olivově a hnědě skvrnitá vejce o rozměrech 94 x 62 mm, na kterých sedí střídavě oba ptáci po dobu 28–31 dnů. Mláďata se líhnou v intervalu několika hodin až 2 dnů a 1–2 dny poté hnízdo opouštějí a rodiče je vodí po okolí. Zpočátku se zdržují pouze v blízkém okolí hnízda ve skrytu vysoké vegetace, od stáří 30 dnů je rodiče začínají vodit na místa vzdálená 1–2 km. Vzletnosti dosahují ve věku 60 dnů, ale i poté se drží s rodiči pohromadě. Pohlavně dospívají ve věku 5–6 let.

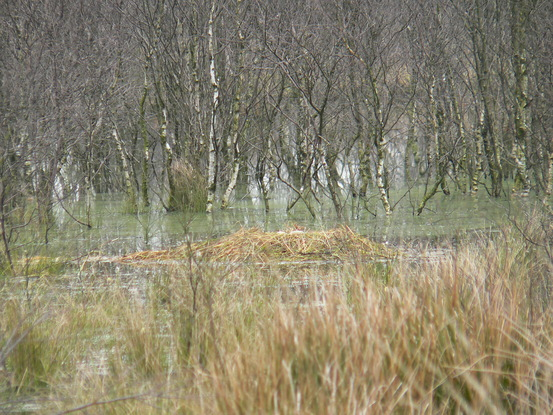
Hnízdo jeřába popelavého
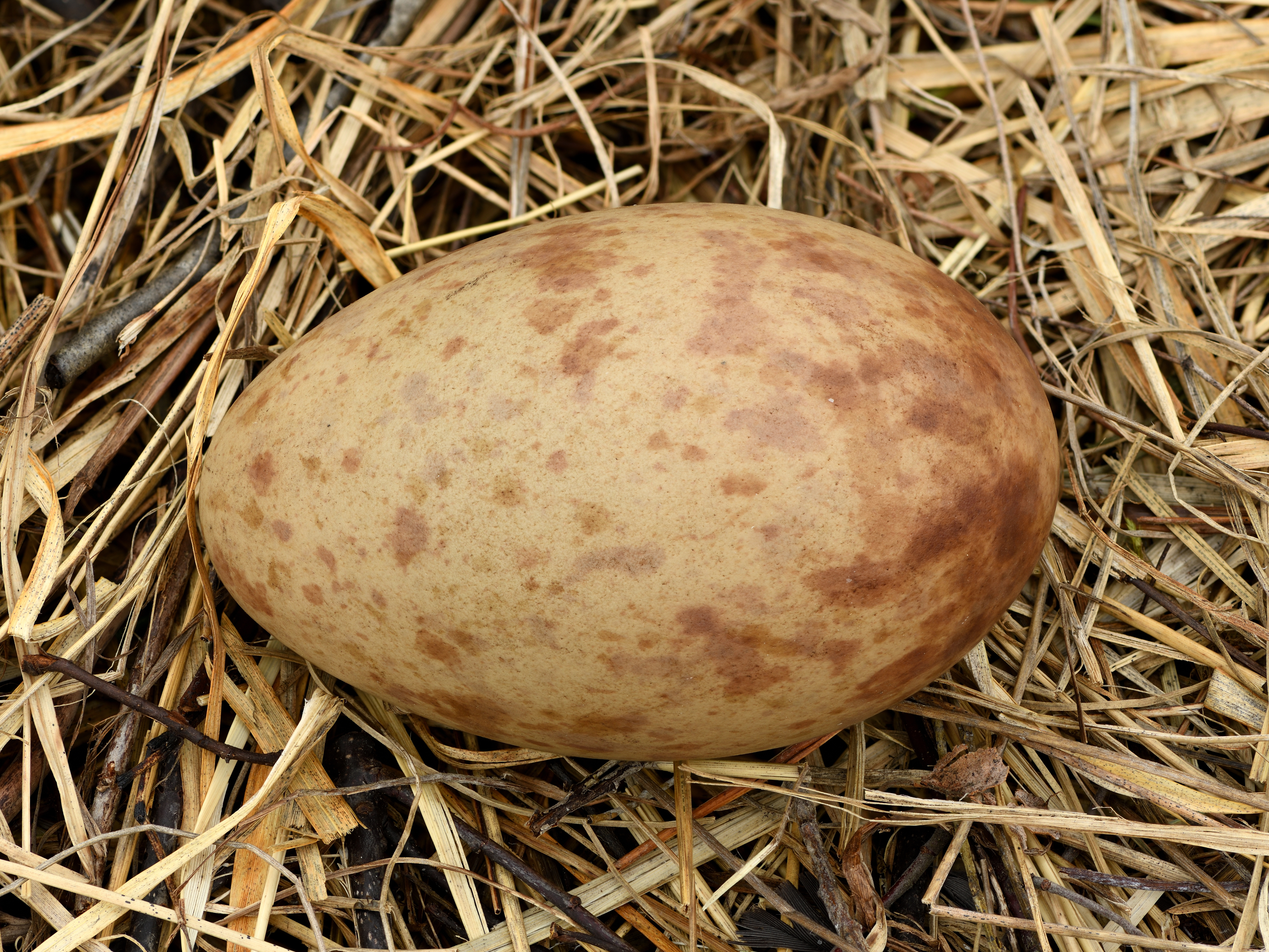
Vejce jeřába popelavého (Grus grus)

Z 31 hnízdění na území ČR v letech 1989–2000 bylo neúspěšných 9 (29 %): v 5 případech z důvodu predace prasetem divokým, ve 3 případech příčinou člověka (v 1 případě nadměrným rušením a ve 2 případech krádeží vajec) a v 1 případě byla příčina neznámá.

## Potrava
V potravě převažují zelené části rostlin, plody a semena. V nevelkém množství je zastoupená také živočišná strava, tvořená hmyzem, měkkýši, červy a drobnými obratlovci, včetně obojživelníků, plazů, hlodavců a vajec i mláďat ptáků. Při tahu hledá potravu hlavně na polích.

## Symbolika
Krása jeřábů a jejich velkolepé námluvní tance člověka odedávna fascinovaly. V řecké mytologii byl jeřáb přisuzován Apollónovi, Deméter, a Hermovi. Byl symbolem bdělosti a opatrnosti, a byl považován za „ptáka štěstí“. V Číně symbolizoval dlouhý život, moudrost, věk a vztah mezi otcem a synem. V Japonsku je jeřáb je symbolem štěstí a dlouhověkosti. V heraldice je jeřáb symbolem péče a ostražitosti. V poezii je jeřáb symbolem něčeho „vznešeného“ v přírodě.

## Chov v zoo
Tento druh byl v srpnu 2019 chován přibližně ve 110 evropských zoo. V rámci Česka se jedná o tyto zoo:
- Zoo Hluboká
- Zoopark Chomutov
- Zoo Olomouc
- Zoo Praha
- Zoo Sedlec

Na Slovensku je chován v Zoo Košice.

### Chov v Zoo Praha
První jeřáb popelavý se do Zoo Praha dostal již v počátcích zoo. Současný chov započal v roce 2016, kdy byla dovezena samice. V roce 2017 přibyl samec. Také ke konci roku 2018 byl chován pár.